# Deuterophysa micralis
Deuterophysa micralis là một loài bướm đêm trong họ Crambidae.